# Fulton (Ohio)
Fulton es una villa ubicada en el condado de Morrow en el estado estadounidense de Ohio. En el Censo de 2010 tenía una población de 258 habitantes y una densidad poblacional de 651,07 personas por km².

## Geografía
Fulton se encuentra ubicada en las coordenadas 40°27′47″N 82°49′45″O / 40.46306, -82.82917. Según la Oficina del Censo de los Estados Unidos, Fulton tiene una superficie total de 0.4 km², de la cual 0.4 km² corresponden a tierra firme y (0%) 0 km² es agua.

## Demografía
Según el censo de 2010, había 258 personas residiendo en Fulton. La densidad de población era de 651,07 hab./km². De los 258 habitantes, Fulton estaba compuesto por el 96.9% blancos, el 0% eran afroamericanos, el 0% eran amerindios, el 0% eran asiáticos, el 0% eran isleños del Pacífico, el 1.16% eran de otras razas y el 1.94% pertenecían a dos o más razas. Del total de la población el 1.94% eran hispanos o latinos de cualquier raza.